# Rhyssella nitida
Espèce
Rhyssella nitida est une espèce d'insectes hyménoptères de la famille des Ichneumonidae.